# Черников, Сергей Николаевич
Серге́й Никола́евич Че́рников (11 мая 1912, г. Сергиев-Посад, ныне Московской области — 23 января 1987, Киев) — советский математик-алгебраист. Доктор физико-математических наук, профессор (1941), член-корреспондент Академии наук УССР (1967). Декан физико-математического факультета Уральского государственного университета (1947–1950), заведующий кафедрой высшей алгебры и геометрии Молотовского (Пермского) университета (1951–1961), заведующий отделом алгебры Института математики АН УССР (1965–1987).
Один из создателей теории бесконечных групп. Создатель алгебраической теории линейных неравенств.

## Биография
Родился в семье священника. Детство провел в Украине. В 1928 г. окончил среднюю школу и сразу начал работать: рабочим, счетоводом, преподавателем математики на рабочих курсах.
В 1930 г. поступил на заочное отделение физико-технического отделения Саратовского педагогического института и окончил его в 1933 г. В 1931–1932 гг. преподаватель математики в сельскохозяйственном техникуме в Татищевском районе Саратовской области, в 1932–1933 учебном году преподаватель математики и физики в ФЗС № 17 г. Саратова. С 1933 года ассистент кафедры математики Уральского физико-механического института (с 1934 — Уральского индустриального института, в который влился этот институт)[стиль]. 
В 1936–1938 гг. учился в заочной аспирантуре Московского университета (научный руководитель А. Г. Курош). Кандидат физико-математических наук (1938), доцент (1939). Доктор физико-математических наук с 1940 г., профессор кафедры высшей математики с 1941 г. 
С 1939 по 1946 гг. — заведующий кафедрой математики Уральского индустриального (в дальнейшем — политехнического) института, с 1946 по 1951 — первый заведующий кафедрой математического анализа Уральского государственного университета. С 1947 по 1950 гг. был также деканом физико-математического факультета этого университета. Привлек тогда в свой математический кружок В. М. Глушкова, который вспоминал о хороших педагогических качествах Черникова.
С 1 сентября 1951 по 26 мая 1961 года — заведующий кафедрой высшей алгебры и геометрии Молотовского (Пермского) университета (по совместительству с 1955 по 1961 гг. — заведующий кафедрой математики и теоретической механики Пермского сельскохозяйственного института).
С 1961 по 1965 годы — заведующий отделом алгебры Свердловского отделения ИМ АН СССР, а с 1965 г. и до конца жизни — заведующий отделом алгебры Института математики АН УССР в г. Киеве.

## Научная деятельность
Области научных интересов — теория групп и теория линейных неравенств. Является одним из создателей современной теории бесконечных групп, которую невозможно представить без черниковских групп. Создатель алгебраической теории линейных неравенств, которая нашла широкое практическое применение.
Учениками С. Н. Черникова — воспитанниками созданных им алгебраических школ в Свердловске, Перми и Киеве — являются: основатель Института кибернетики АН УССР действительный член АН СССР В. М. Глушков, член-корреспондент АН СССР М. И. Каргаполов, академик РАН И. И. Ерёмин, 17 докторов и 34 кандидата наук. В книге "Алгебра и линейные неравенства. К столетию со дня рождения Сергея Николаевича Черникова", изданной в 2012 г. институтом математики и механики УрО РАН, приводится дерево учеников С. Н. Черникова — докторов и кандидатов наук. В нём 225 фамилий, из которых 71 — доктор наук. В пермской ветви этого дерева — 161 человек, из которых 43 — доктора наук.
Автор монографий "Линейные неравенства" (1968), "Группы с заданными свойствами системы подгрупп" (1980) и около 140 научных работ. Полный список публикаций С. Н. Черникова см..

## Память
- В корпусе №2 Пермского университета в 2010 г. установлена мемориальная доска в память о Сергее Николаевиче Черникове[8]. К его столетию в 2012 г. рядом с ней открыта аудитория его имени[9].
- В 2012 году праздновалось столетие со дня рождения С. Н. Черникова. В Екатеринбурге была проведена научная конференция, посвящённая этой дате[10][11].

## Награды
- Медаль «За доблестный труд в Великой Отечественной войне 1941—1945 гг.» (1946).
- Первая премия  Уральского университета за лучшую научную работу (1948).
- Орден Дружбы народов (1982).
- Премия им. Н. М. Крылова АН УССР (за цикл работ по теории линейных неравенств (1974)[12].